# Giro del Delfinato 1966
Il Giro del Delfinato 1966, ventesima edizione della corsa, si svolse dal 4 all'11 giugno su un percorso di 1613 km ripartiti in 8 tappe (la seconda, la settima suddivise in due semitappe), con partenza a Évian-les-Bains e arrivo a Grenoble. Fu vinto dal francese Raymond Poulidor della Mercier-BP-Hutchinson davanti agli spagnoli Carlos Echeverría e Francisco Gabica.

## Tappe
| Tappa  | Data      | Percorso                                     | km   | Vincitore di tappa  | Leader cl. generale |
| ------ | --------- | -------------------------------------------- | ---- | ------------------- | ------------------- |
| 1ª     | 4 giugno  | Évian-les-Bains > Oyonnax                    | 219  | Francisco Gabica    | Francisco Gabica    |
| 2ª-1ª  | 5 giugno  | Oyonnax > Le Creusot                         | 159  | Herman Van Springel | Francisco Gabica    |
| 2ª-2ª  | 5 giugno  | Le Creusot > Paray-le-Monial                 | 78   | Huub Zilverberg     | Huub Zilverberg     |
| 3ª     | 6 giugno  | Paray-le-Monial > Saint-Étienne              | 202  | Christian Raymond   | Huub Zilverberg     |
| 4ª     | 7 giugno  | Saint-Étienne > Allevard-les-Bains           | 222  | Aurelio González    | Francisco Gabica    |
| 5ª     | 8 giugno  | Allevard-les-Bains > Gap                     | 181  | Carlos Echeverría   | Carlos Echeverría   |
| 6ª     | 9 giugno  | Gap > Avignone                               | 198  | Gerben Karstens     | Carlos Echeverría   |
| 7ª-1ª  | 10 giugno | Avignone > Pierrelatte                       | 80   | Bart Zoet           | Carlos Echeverría   |
| 7ª-2ª  | 10 giugno | Pierrelatte > Montélimar (cron. individuale) | 42   | Raymond Poulidor    | Carlos Echeverría   |
| 8ª     | 11 giugno | Montélimar > Grenoble                        | 232  | José Antonio Momeñe | Raymond Poulidor    |
| Totale | Totale    | Totale                                       | 1613 |                     |                     |

## Dettagli delle tappe

### 1ª tappa
- 4 giugno: Évian-les-Bains > Oyonnax – 219 km

| Pos. | Corridore           | Squadra    | Tempo |
| ---- | ------------------- | ---------- | ----- |
| 1    | Francisco Gabica    | KAS        |       |
| 2    | Henk Nijdam         | Televizier |       |
| 3    | Gregorio San Miguel | KAS        |       |

| Pos. | Corridore        | Squadra | Tempo |
| ---- | ---------------- | ------- | ----- |
| 1    | Francisco Gabica | KAS     |       |

### 2ª tappa - 1ª semitappa
- 5 giugno: Oyonnax > Le Creusot – 159 km

| Pos. | Corridore           | Squadra      | Tempo |
| ---- | ------------------- | ------------ | ----- |
| 1    | Herman Van Springel | Mann-Grundig |       |
| 2    | Paul Lemeteyer      | Ford France  |       |
| 3    | Lucien Aimar        | Ford France  |       |

| Pos. | Corridore        | Squadra | Tempo |
| ---- | ---------------- | ------- | ----- |
| 1    | Francisco Gabica | KAS     |       |

### 2ª tappa - 2ª semitappa
- 5 giugno: Le Creusot > Paray-le-Monial – 78 km

| Pos. | Corridore        | Squadra    | Tempo |
| ---- | ---------------- | ---------- | ----- |
| 1    | Huub Zilverberg  | Televizier |       |
| 2    | Aurelio González | KAS        |       |
| 3    | Willy Monty      | Pelforth   |       |

| Pos. | Corridore       | Squadra    | Tempo |
| ---- | --------------- | ---------- | ----- |
| 1    | Huub Zilverberg | Televizier |       |

### 3ª tappa
- 6 giugno: Paray-le-Monial > Saint-Étienne – 202 km

| Pos. | Corridore         | Squadra     | Tempo |
| ---- | ----------------- | ----------- | ----- |
| 1    | Christian Raymond | Peugeot     |       |
| 2    | Lucien Aimar      | Ford France |       |
| 3    | Huub Zilverberg   | Televizier  |       |

| Pos. | Corridore       | Squadra    | Tempo |
| ---- | --------------- | ---------- | ----- |
| 1    | Huub Zilverberg | Televizier |       |

### 4ª tappa
- 7 giugno: Saint-Étienne > Allevard-les-Bains – 222 km

| Pos. | Corridore        | Squadra | Tempo |
| ---- | ---------------- | ------- | ----- |
| 1    | Aurelio González | KAS     |       |
| 2    | Francisco Gabica | KAS     |       |
| 3    | Raymond Poulidor | Mercier |       |

| Pos. | Corridore        | Squadra | Tempo |
| ---- | ---------------- | ------- | ----- |
| 1    | Francisco Gabica | KAS     |       |

### 5ª tappa
- 8 giugno: Allevard-les-Bains > Gap – 181 km

| Pos. | Corridore         | Squadra | Tempo |
| ---- | ----------------- | ------- | ----- |
| 1    | Carlos Echeverría | KAS     |       |
| 2    | Henri Guimbard    | Mercier |       |
| 3    | Raymond Mastrotto | Kamomé  |       |

| Pos. | Corridore         | Squadra | Tempo |
| ---- | ----------------- | ------- | ----- |
| 1    | Carlos Echeverría | KAS     |       |

### 6ª tappa
- 9 giugno: Gap > Avignone – 198 km

| Pos. | Corridore        | Squadra    | Tempo |
| ---- | ---------------- | ---------- | ----- |
| 1    | Gerben Karstens  | Televizier |       |
| 2    | Tommaso De Prà   | Molteni    |       |
| 3    | Aurelio González | KAS        |       |

| Pos. | Corridore         | Squadra | Tempo |
| ---- | ----------------- | ------- | ----- |
| 1    | Carlos Echeverría | KAS     |       |

### 7ª tappa - 1ª semitappa
- 10 giugno: Avignone > Pierrelatte – 80 km

| Pos. | Corridore      | Squadra      | Tempo |
| ---- | -------------- | ------------ | ----- |
| 1    | Bart Zoet      | Televizier   |       |
| 2    | Paul Lemeteyer | Ford France  |       |
| 3    | Roger Cooreman | Mann-Grundig |       |

| Pos. | Corridore         | Squadra | Tempo |
| ---- | ----------------- | ------- | ----- |
| 1    | Carlos Echeverría | KAS     |       |

### 7ª tappa - 2ª semitappa
- 10 giugno: Pierrelatte > Montélimar (cron. individuale) – 42 km

| Pos. | Corridore         | Squadra | Tempo |
| ---- | ----------------- | ------- | ----- |
| 1    | Raymond Poulidor  | Mercier |       |
| 2    | Carlos Echeverría | KAS     |       |
| 3    | Francisco Gabica  | KAS     |       |

| Pos. | Corridore         | Squadra | Tempo |
| ---- | ----------------- | ------- | ----- |
| 1    | Carlos Echeverría | KAS     |       |

### 8ª tappa
- 11 giugno: Montélimar > Grenoble – 232 km

| Pos. | Corridore           | Squadra     | Tempo |
| ---- | ------------------- | ----------- | ----- |
| 1    | José Antonio Momeñe | KAS         |       |
| 2    | Arie den Hartog     | Ford France |       |
| 3    | Maurice Izier       | Pelforth    |       |

| Pos. | Corridore         | Squadra | Tempo     |
| ---- | ----------------- | ------- | --------- |
| 1    | Raymond Poulidor  | Mercier | 46h13'05" |
| 2    | Carlos Echeverría | KAS     | a 2'04"   |
| 3    | Francisco Gabica  | KAS     | a 2'26"   |

## Classifiche finali

### Classifica generale
| Pos. | Corridore              | Squadra                | Tempo     |
| ---- | ---------------------- | ---------------------- | --------- |
| 1    | Raymond Poulidor       | Mercier-BP-Hutchinson  | 46h13'05" |
| 2    | Carlos Echeverría      | KAS                    | a 2'04"   |
| 3    | Francisco Gabica       | KAS                    | a 2'26"   |
| 4    | Christian Raymond      | Peugeot-BP-Michelin    | a 4'48"   |
| 5    | Lucien Aimar           | Ford France-Hutchinson | a 5'10"   |
| 6    | Henri Guimbard         | Mercier-BP-Hutchinson  | a 5'18"   |
| 7    | Gregorio San Miguel    | KAS                    | a 6'12"   |
| 8    | Cees Haast             | Televizier-Batavus     | a 8'18"   |
| 9    | Jean-Claude Theillière | Ford France-Hutchinson | a 11'25"  |
| 10   | Aurelio González       | KAS                    | a 12'44"  |